# Confederación Obrera Argentina
La Confederación Obrera Argentina (COA) fue una central sindical fundada en la Argentina en 1922 por el conflicto que había comenzado con la Primera Guerra Mundial de 1914, durante el gobierno de Yrigoyen, su objetivo era apoyar al sector en gestación; el proletariado. Tuvo corta vida pero fue de gran importancia porque, inspirada en los sindicatos ferroviarios, fue la primera en el país en promover el sindicato por rama de actividad. Es recordada por haber sido una de las organizaciones matrices de la Confederación General del Trabajo de la República Argentina (CGT-RA), la organización más grande del sindicalismo argentino en la actualidad.

## Historia
Fundada en 1922, la COA se apoyaba principalmente en los sindicatos ferroviarios más importantes del país, principalmente la Unión Ferroviaria y en segundo lugar el histórico La Fraternidad, unidos en una Confederación Ferroviaria. En 1924, la Unión de Obreros y Empleados Municipales (UOEM), se desafilia de la Unión Sindical Argentina, otra organización sindical argentina de importancia en ese entonces, pasando a afiliarse a la COA. A partir de allí y debido a su poderío e influencia, la UOEM tendría gran notoriedad dentro de la organización del COA.
El Consejo Directivo de la COA estuvo presidido por el socialista Francisco Pérez Leirós (municipales), secundado por el sindicalista revolucionario Sebastián Marotta

## Creación de la CGT-RA
En 1930 se fusionó con la Unión Sindical Argentina (USA) para crear la Confederación General del Trabajo (CGT) durante el gobierno de Agustín P. Justo, candidato de la concordancia.
La COA fue el principal antecedente de la CGT, junto a la Federación Obrera Regional Argentina (FORA) y la Unión Sindical Argentina (USA), y tuvo gran influencia en preparar grandes estructuras sindicales capaces de negociar con las grandes empresas, las organizaciones empresariales y el gobierno, hechos que caracterizarían las relaciones laborales a partir de la década del 30 y sobre todo del 40.